# ナイトウィッシュ
ナイトウィッシュ（英語: Nightwish）は、フィンランド出身のシンフォニックメタル・バンド。1990年代後半にこの分野の音楽が躍進する上で、最も重要な役割を担ったバンドの一つとされ、オペラティック・メタルの代表的存在として知られる。
フィンランドを代表するバンドのひとつであり、フィンランド国内で約90万枚のCDを売り上げている。また世界的に評価されたバンドでもあり、全世界で800万枚以上のレコードを売り上げ、アルバムで5作、シングルで13作がチャート1位を獲得し、60以上のゴールド、プラチナ認定を受けている。

## 略歴

### エンジェルズ・フォール・ファースト（1996～1997年）

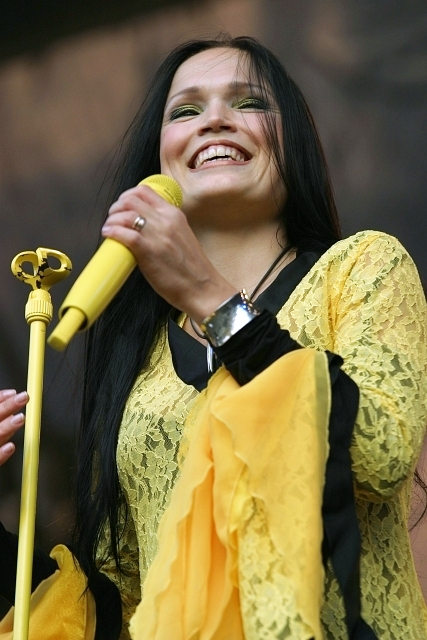
ターヤ・トゥルネン(Vo) (2005年)

キーボード担当のツォーマス・ホロパイネン、ギター担当のエンプ・ヴオリネンの2人にボーカル担当のターヤ・トゥルネンが加わり、アコースティック・プロジェクトとして1996年7月にフィンランドのキテーにて始動。3人は10月から12月にかけて「ナイトウィッシュ」、「ザ・フォーエヴァー・モーメンツ」、「エティエイネン」の3曲を録音するが、このデモではレコード契約には至らず。なお、バンド名はこの楽曲名に由来する。
トゥルネンの強力なボーカルに驚いた2人は、ヘヴィメタルを愛好していたこともあり翌1997年にドラムス担当のユッカ・ネヴァライネンを加入させ、4月にスタジオ入りしてヘヴィメタルの要素を取り入れた7曲のデモを録音する。これにより同年5月にフィンランドのレコード・レーベル、スパインファーム・レコードと2枚のレコード契約を獲得し、11月に『エンジェルズ・フォール・ファースト』でデビューを果たした（日本盤は2004年7月22日発売）。同アルバムはフィンランドのアルバムチャート31位、さらに先行シングル「カーペンター」はシングルチャート8位となった。

### オーシャンボーン～ウィッシュマスター（1998～2000年）
1998年、正式ベーシストとしてサミ・ヴェンスケが加入し、12月に本国で『オーシャンボーン』を発表。このアルバムは楽曲、演奏、音質、ほか全てにおいて前作を凌駕しており、ホロパイネン自ら「実質的なファースト・アルバム」と言わしめるほど充実した作品となった。フィンランドでのチャート成績はアルバムチャート5位、シングル「サクラメント・オブ・ウィルダーネス」はシングルチャート1位。
同アルバムは翌1999年にトイズファクトリーより日本盤も発売（4月21日）されたほか、世界各国でも発売された。このアルバムで世界進出したことにより、特にヨーロッパや南米で大きな人気を得ることになる。さらにドイツでゴールドディスクになるなどブレイクしたことより、シングル「スリーピング・サン」を発売。
2000年に新曲「スリープウォーカー」でユーロヴィジョン・ソング・コンテストのフィンランド最終選考に残り、電話投票で圧勝したものの結局2位という結果で終わる。
その年の5月に『ウィッシュマスター』を発表、フィンランドのアルバムチャートで初登場1位、3週連続でトップになりゴールドディスクに認定される。

### オーヴァー・ザ・ヒルズ・アンド・ファー・アウェイ（2001年）
2001年、前年にフィンランドのタンペレで撮影・録音されたライブ作品『フロム・ウィッシュ・トゥ・エタニティ』がDVD、VHS、CDで発売（日本盤は2004年7月22日発売）。
6月にゲイリー・ムーアのカバー曲をタイトルトラックにし、新曲やリメイク曲を収録した『オーヴァー・ザ・ヒルズ・アンド・ファー・アウェイ』を発表（日本盤は翌2002年1月23日発売）。フィンランド国外では『フロム・ウィッシュ・トゥ・エタニティ』のトラックが追加された。それから間もない同年10月、ヴェンスケが脱退し、フィンランド初のプロフェッショナル・メタラーであるマルコ・ヒエタラが加入することが発表される。ヒエタラは、ホロパイネンまたはゲスト歌手によって行われていた男性ボーカルの役割を引き継いだ。

### センチュリー・チャイルド（2002～2003年）
2002年、ヒエタラのボーカルとヨエンスー市立管弦楽団をフィーチャーした『センチュリー・チャイルド』を発表。同アルバムはフィンランドにおいて発売2時間でゴールドディスク、2週間でプラチナムディスクに認定される大ヒットとなり、日本でも次第に注目されるようになっていく。
2003年、ドキュメンタリービデオ『End of Innocence』発表（日本盤は未発売）。ホロパイネンらの証言や過去の貴重映像、ライブ音源などが収録された。

### ワンス（2004～2006年）

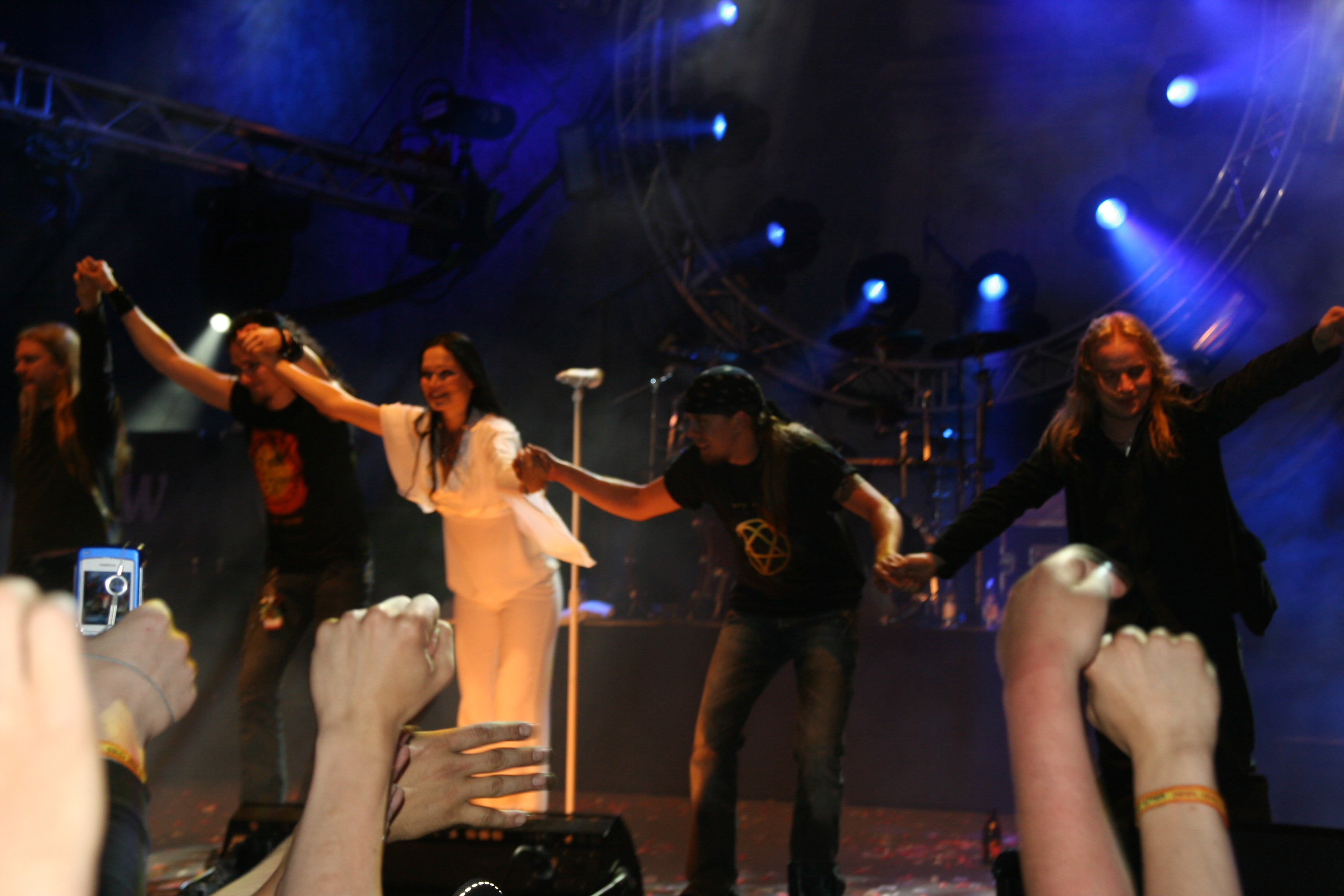
『ワンス』ツアー (2005年)

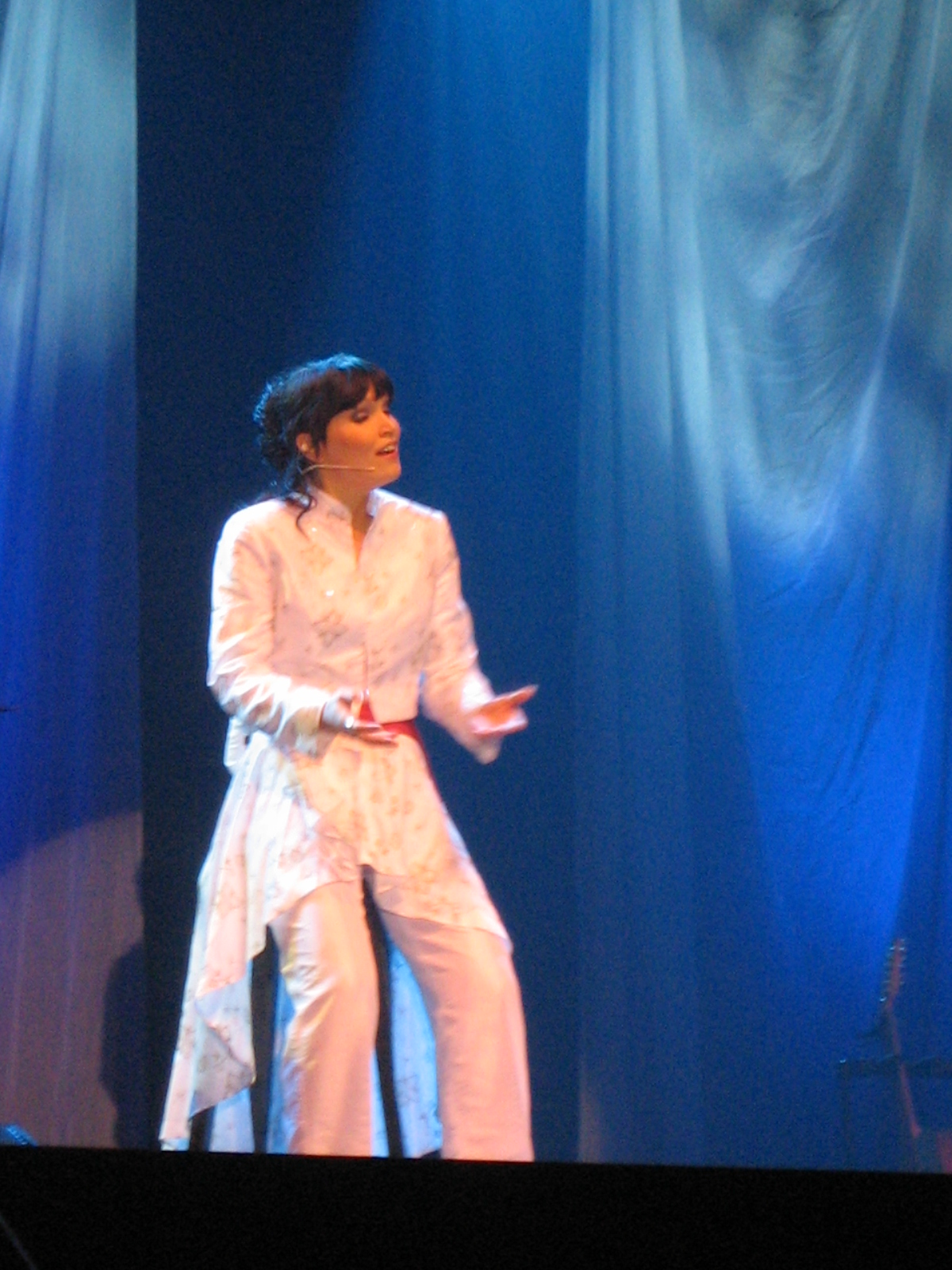
ターヤ・トゥルネン(Vo) (2006年)

バンドを大きく躍進させる新作『ワンス』が2004年6月7日に発売（日本盤は同年7月21日発売）。今回起用されたオーケストラはロンドン・セッション・オーケストラで、映画『ロード・オブ・ザ・リング』三部作のサウンドトラックに参加したメンバーでもある（正確に言うと、ロンドン在のオーケストラから集められた演奏者の中に参加メンバーがいたということ）。今作は前作までの総売上を上回る大ヒットになり、フィンランドでトリプルプラチナム、ドイツでプラチナムになったほか、世界各国でゴールドディスクやチャート1位になっていった。アメリカ合衆国でもブレイクを果たし、「ウィッシュ・アイ・ハド・アン・エンジェル」は、MTVでのオンエアを受け、アメリカ映画のサウンドトラックにもなった
日本でも前作の倍以上のヒットとなり、2005年3月には初の日本ツアーとして4都市5公演をアングラとともに行った。さらに2005年世界陸上選手権ヘルシンキ大会の開会式で大ヒット曲「ニモ」をパフォーマンスするなど、バンド活動は波に乗っていく。9月にはコンピレーション・アルバム『ハイエスト・ホープス』が発売された。
今作に伴うツアーは約1年半に及び、2005年10月21日にヘルシンキのハートウォール・アリーナで行われた最終公演はライブDVD/CD/LP用に収録された。そしてこの日、メンバーはトゥルネンに手紙を渡してバンドを脱退するように伝え、同時にその手紙を公開書簡としてインターネット上に公開した。この事件はニュース番組や新聞で取り上げられて大きな騒動となった。この書簡に対し、トゥルネンも同様に公開書簡で応じている。
ツアー最終日の模様は翌2006年6月2日に『エンド・オブ・アン・エラ』として発売（日本盤は同年9月27日）され、即日ゴールドディスクになった。

### ダーク・パッション・プレイ（2007年～2010年）

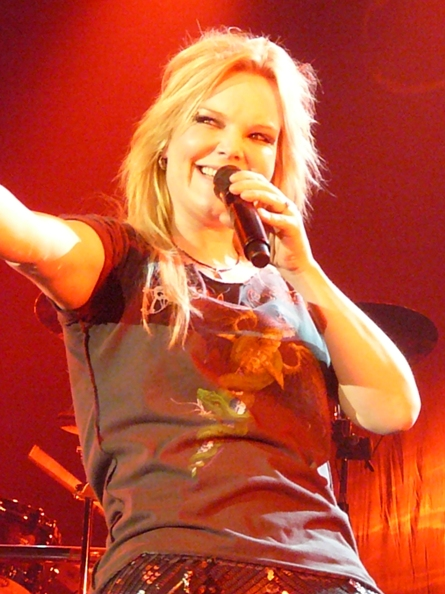
アネット・オルゾン(Vo) (2009年)

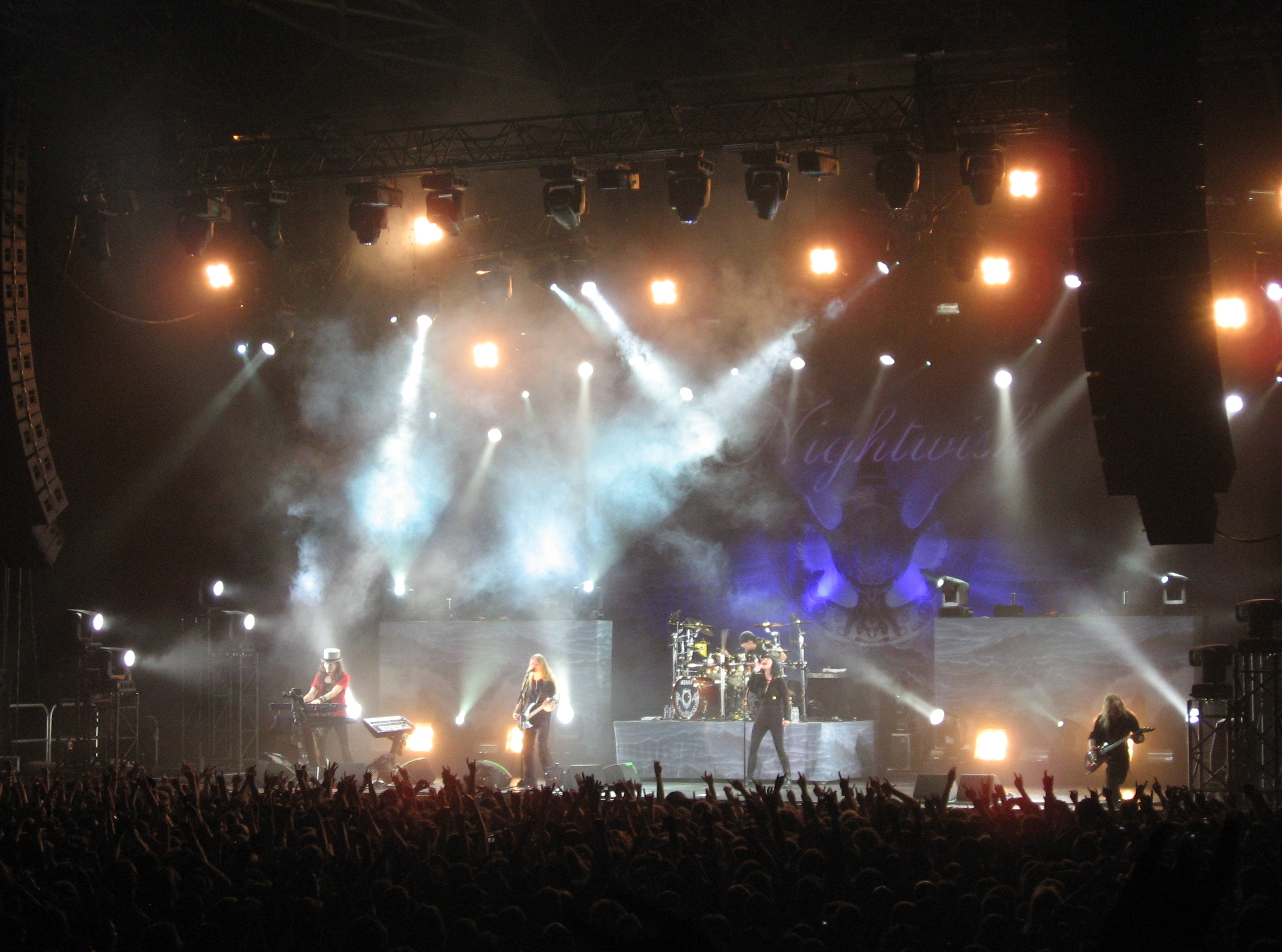
『ダーク・パッション・プレイ』ツアー (2008年)

2005年10月21日以降のバンドの活動は予定通り停止するが、そこにボーカリスト探しという仕事が加わった。メンバーは各々ソロで活動しながらナイトウィッシュとしての新曲をリハーサルし、2000人を越える候補の中からシンガーを選別していった。
トゥルネン脱退から約1年半後の2007年5月24日、後任ヴォーカリストとしてアネット・オルゾンの加入が発表された。彼女はミュージカルの主役を務めたことがあり、かつてはスウェーデンのメロディアス・ハードロックバンド、アリソン・アヴェニューで活動していた人物。
その後ファースト・シングル「エヴァ」をダウンロード販売のみのチャリティシングルとして5月25日に発表。8月にセカンド・シングル「アマランス」を発表し、アルバム『ダーク・パッション・プレイ』は9月26日に発売された。
アルバムは12月までに母国で100,000枚を超える売り上げになり、各国でプラチナ・ディスクやゴールド・ディスクを獲得、ツアーも盛況で、衰えない人気を示した。日本でも自己最高位となるオリコン54位を記録し、初のワンマン・ツアーを成功させる等さらなる成功を収めた。また世界ツアーの模様は、アルバム『メイド・イン・香港』として残された。
ワールド・ミュージック・アワードでは“Best-Selling Artist - Scandinavia”を受賞し、「世界で一番売れたスカンジナビア出身アーティスト」として表彰された。

### イマジナリアム（2011年〜2014年）

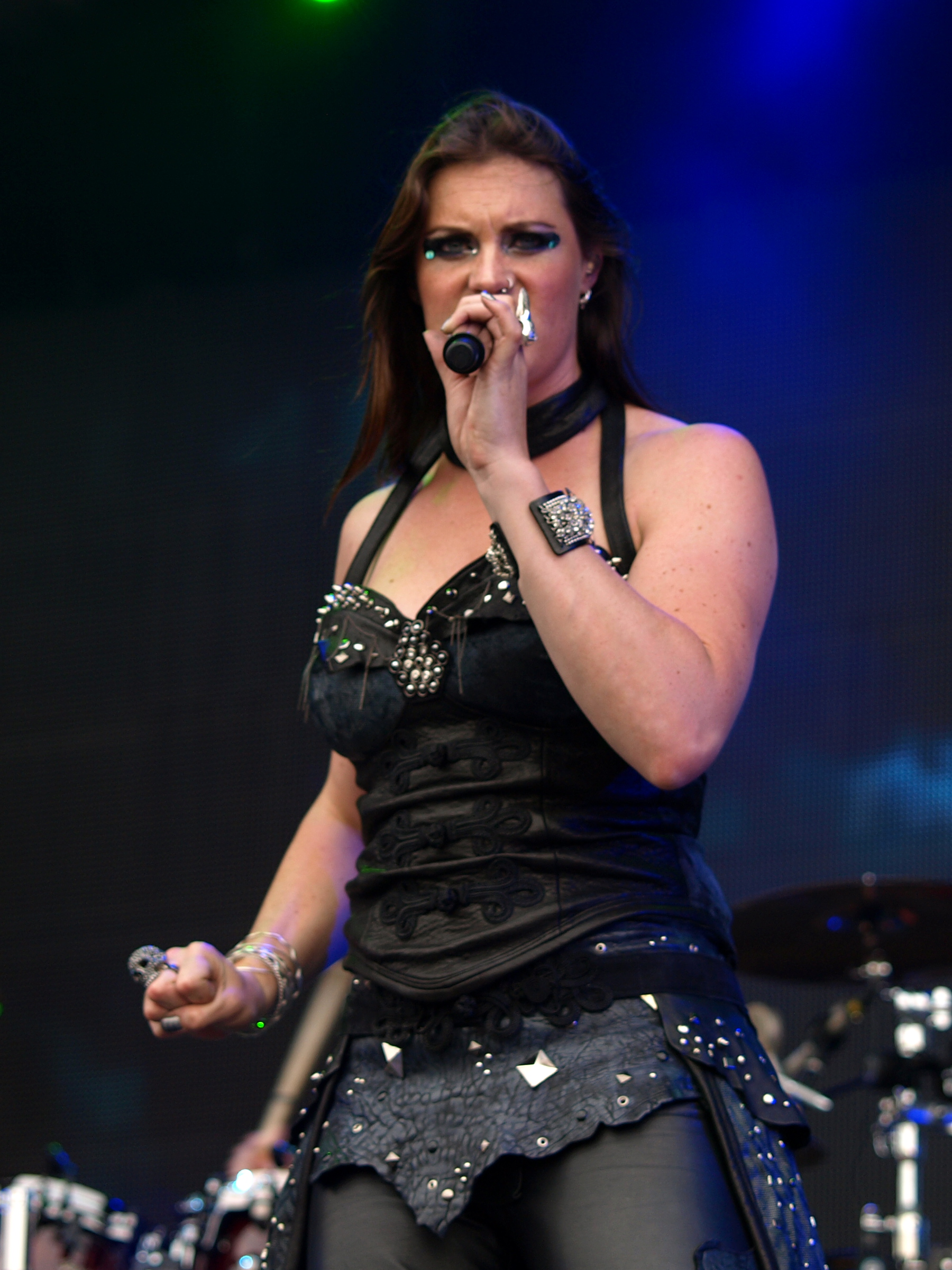
フロール・ヤンセン(Vo) (2013年)

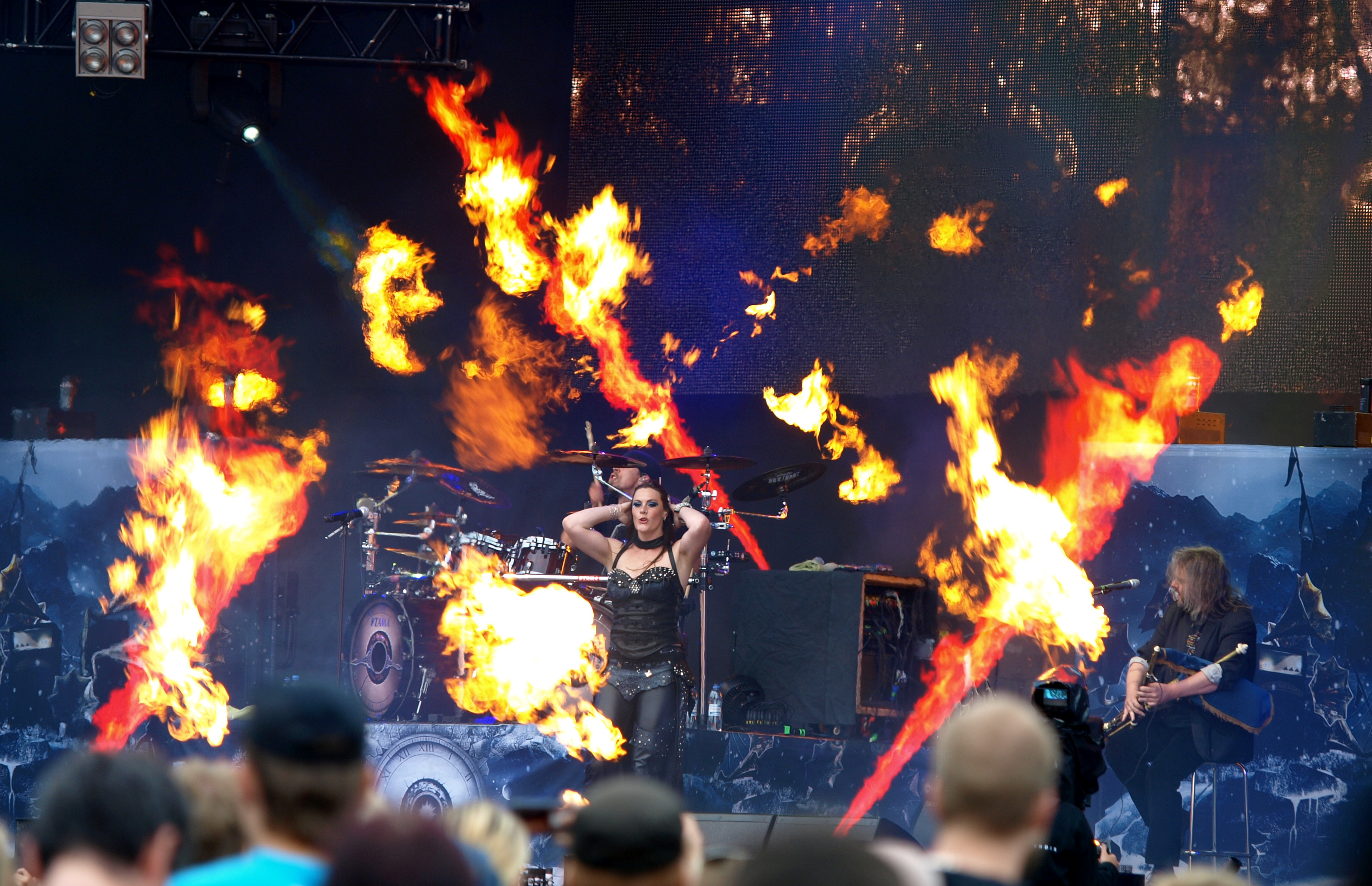
『イマジナリアム』ツアー (2013年)

2010年より録音が始まった新作について2011年2月にその一部が公式発表され、『イマジナリアム』と題されたアルバムと映画が製作中である事が明かされた。
2012年10月1日、ツアー中にアネット・オルゾンの脱退が発表された。脱退の理由は、音楽性の違いによるメンバー間との軋轢が修復不可能であると判断したためであった。ツアーの代役には、元アフター・フォーエヴァーのボーカリスト、フロール・ヤンセンが参加することになった。
2013年10月9日、それまでサポートメンバーとしてツアーに参加していたフロールが、正式なボーカリストとして加入することが発表された。これに合わせて、イリアン・パイプス奏者のトロイ・ドノクリーの加入も発表された。
2014年、ドラム担当のユッカ・ネヴァライネンが、病気の治療専念により長期間の休業に入る。不在中はサポートのドラマーで対応する。

### エンドレス・フォームズ・モスト・ビューティフル（2015年〜2019年）

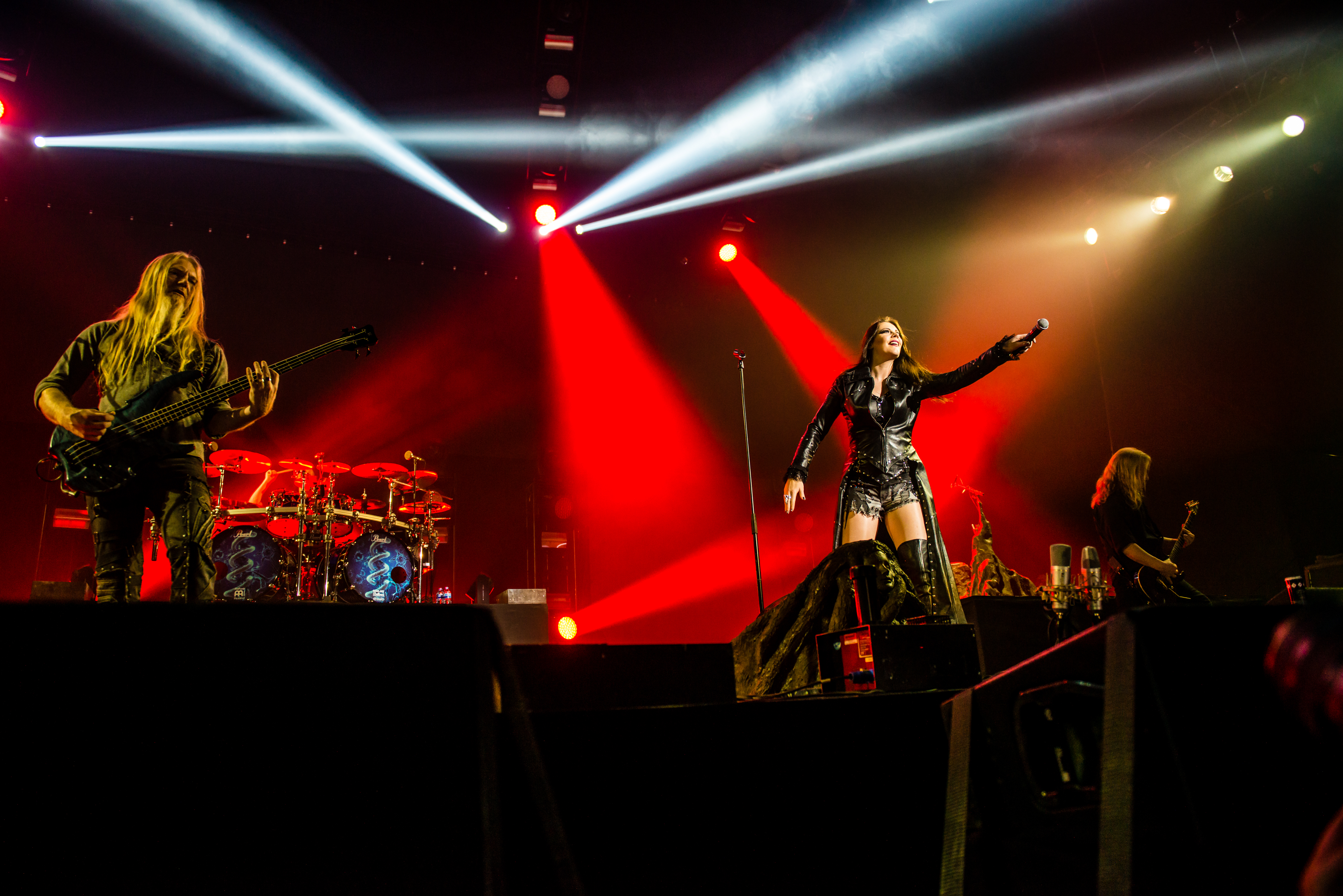
『エンドレス・フォームズ・モスト・ビューティフル』ツアー (2015年)

2015年3月、フロールとドノクリーが加入してから初めてのスタジオ・アルバム『エンドレス・フォームズ・モスト・ビューティフル』をリリース。タイトルは"種の起源"からの引用で、動物行動学者リチャード・ドーキンスがゲスト参加。ライブサポートのドラマーは、カイ・ハフトが担当した。
2016年は結成20周年にあたり、大々的なライブステージを展開。同4月に来日公演を開催し、同10月にも『LOUD PARK 16』出演にて再来日した。
同年秋にフロールの妊娠を発表。そのため、翌2017年は活動を休止し休暇に充てた。そして2018年春より活動を再開する。
2019年7月、最初期よりドラマーを務めたユッカ・ネヴァライネンの脱退を発表。声明の中で、ユッカは5年程前より深刻な不眠症を患っており、前のアルバム『エンドレス・フォームズ・モスト・ビューティフル』やリリースツアーも不参加となり、その後もバンド活動には関わらなかった。結果、不眠症は快方に向かい、2019年7月迄には治療の必要が無いほどまでとなったが、バンドに戻らないことを決めたという。後任には、サポートドラマーとしてユッカの休業後から、アルバムやツアーに参加していたカイ・ハフトが正式メンバーとして加入することとなった。ユッカは、今後裏方としてバンドに関わるとしている。

### ヒューマン・ネイチャー（2020年〜 ）

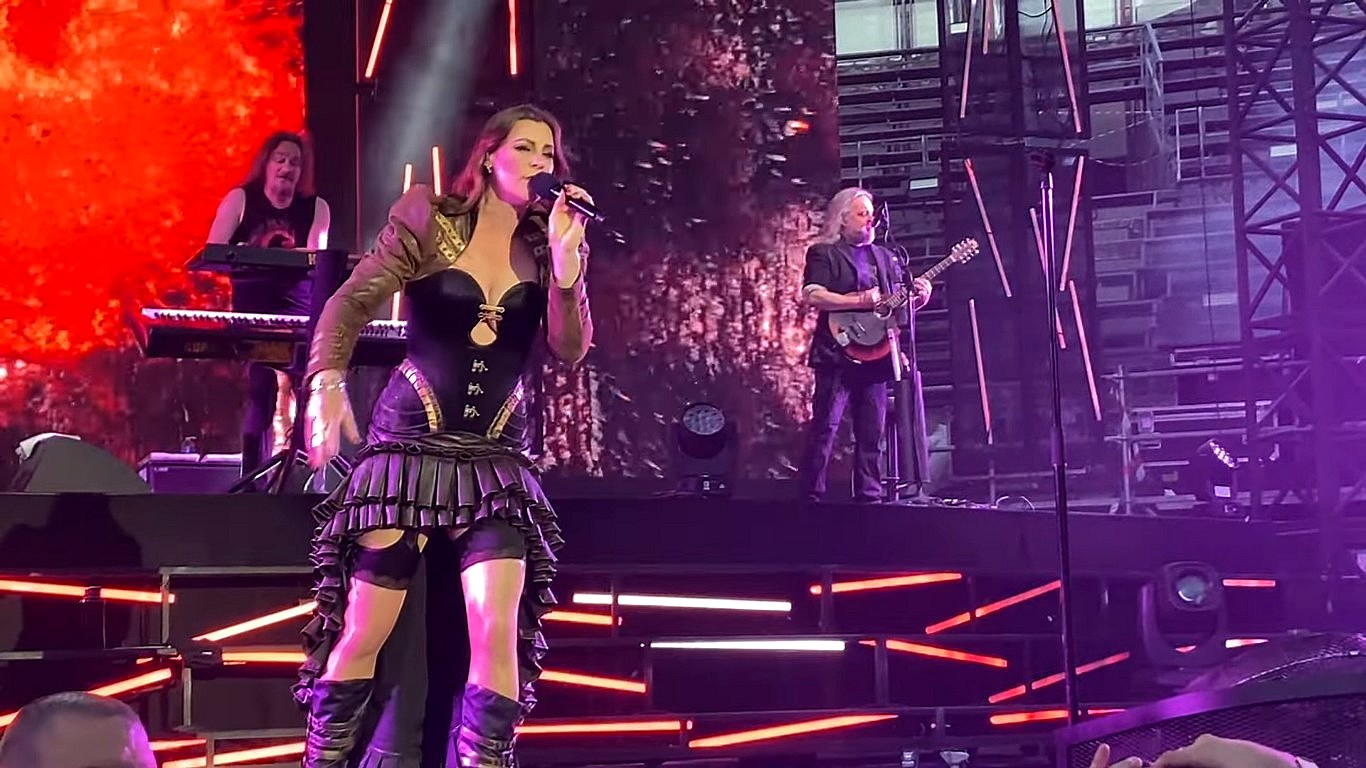
『ヒューマン・ネイチャー』ツアー (2022年)

2021年1月、約20年間ベーシストを務めたマルコ・ヒエタラが脱退。更にヒエタラは声明の中で、公の場からも引退することをも表明した。ヒエタラは、近年のストリーミング会社やプロモーター会社による搾取という現状に幻滅したことや、慢性的な鬱病という現状から脱退、引退を決断したとしている。ただし、将来的に復帰する可能性についても示唆している。
2022年8月、マルコ・ヒエタラ脱退後にサポートメンバーとして参加していたユッカ・コスキネン（ベース、ウィンターサン）の正式加入を発表。10月26日、フロール・ヤンセン（ボーカル）が乳癌であることをSNSで公表。また、癌は進行性ではなく転移も確認されていないこと、翌日に手術を受けることも併せて発表した。12月8日、2023年1月に予定されていた来日公演を中止することを発表した。中止理由は、フロールが受けることになっている最終段階の放射線治療のスケジュールが2月から1月へ変更になったためである。
2023年3月25日にインテックス大阪、翌26日に幕張メッセで開催された『LOUD PARK 2023』に出演。また同年4月には、6月まで予定されている『Human. :II: Nature. World Tour（英語版）』終了後に関するバンドのステートメントを発表し、前述のツアー終了後は、身体的・精神的・社会的に良好な状態を保つため、無期限のライヴ活動休止期間に入り、2024年に発売を予定しているニュー・アルバムに伴うツアーも行わないことを発表した。

## 音楽性
ナイトウィッシュは、女性ボーカルによるゴシック調のシンフォニックメタルを演奏している。彼らの音楽はまた、「メタルとオペラ、お涙頂戴のパワーバラード、キーボードのソロを伴うシンフォニックゴシックメタル」とも言われている。オペラ調の歌唱とメロディックヘビーメタルの組み合わせはナイトウィッシュを有名にしたが、近年は以前ほどオペラ調の歌唱を取り入れていない。9番目のアルバム「ヒューマン・ネイチャー」で、オペラ調の歌唱をより入れたのは1曲だけである。彼らはまた、パワーメタルやゴシック・メタルも演奏することで知られている。
ナイトウィッシュの音楽は、複合的で、重層的であることが知られている。また、彼らのアプローチは叙事詩的で、演劇的でもある。評論家のスティーブ・ヒューイは、「彼らの豊かなメロディシズム、ダイナミックなテクスチュア、演奏への演劇的アプローチは、自信を独特な音楽的存在にしている」と指摘している。
女性ボーカルの使用法は一種の商標になったが、2000年代半ばにエヴァネッセンス、ウィズイン・テンプテーション、リーヴズ・アイズなどのような女性をフロントに置いたメタルバンドの普及によりラクーナ・コイル、トリスタニア、エピカなどの女性と男性のボーカルを混合したゴシック・メタル・バンドも誕生した。
ベーシストとボーカリストのマルコ・ヒエタラはバンドの音楽のスタイルを「メロディック・シンフォニー・メタル」と表現している。これはバンドの作曲家ツォーマス・ホロパイネンを含むグループの全メンバーが共有するものではない。バンドは単にシンフォニックメタルである。いくつかの批評家は、デビュー以来バンドにゴシックなサウンドがあることを発見した。ナイトウィッシュの音楽は、「際立ったオペラ声」のソプラノターヤ・トゥルネンの「強力な声でカリスマ性のあるフロントウーマン」と区別されていた。批評家は、彼女のボーカルは、「ワンス」ではオペラ性が低くなったことを認めた。グループからターヤ・トゥルネンが脱退した後、ナイトウィッシュは以前のアルバムの「特有のオペラボーカル」を残した。
ナイトウィッシュの音楽は女性リードシンガーを中心にしているが、デビュー・アルバム「エンジェルズ・フォール・ファースト」以来、彼らのアルバムには何人かの男性ボーカルが登場している。このデビューアルバムには、「フォーク・ミュージックとアンビエントの要素」も含まれていたが、これは後のアルバム「オーシャンボーン」で捨てられた。しかし、アルバム「ワンス」の収録曲「クリーク・メリーズ・ブラッド」は民族思考のアメリカ先住民のメロディを使用していた。そして、2007年発売のアルバム「ダーク・パッション・プレイ」では「ジ・アイランダー」と「ラスト・オブ・ザ・ワイルズ」にフォーク・ミュージックの要素を取り入れている。

### 歌詞の主題
当初、ホロパイネンは主に神話やファンタジーをテーマに書いており、しばしば「形而上学と自然」への言及を用いた。ファンタジー小説は、特にナイトウィッシュの歌詞に大きな影響を与えている。「ウィッシュマスター」、「エルヴェンパス」、「ワンダーラスト」などの曲はファンタジー小説、この場合は「ドラゴンランス」シリーズとJ・R・R・トールキンの「指輪物語」に影響を受けている。アルバム「ウィッシュマスター」の収録曲「ファンタスミック」はウォルト・ディズニーとディズニーアニメーション映画に対する直接的な賛辞であり、ホロパイネンは彼の影響を受けていると公言している。アルバム「ダーク・パッション・プレイ」の収録曲「サハラ」、「フーエヴァー・ブリングス・ザ・ナイト」、「メドウズ・オブ・ヘヴン」などはファンタジー・テーマへの回帰を特徴とする。これはスティーブン・キングのダーク・タワーシリーズの1つ「カーラの狼」から緩やかな影響を受けている。「ザ・ポエット・アンド・ペンデュラム」の最初のセクションは「White Lands of Empathica」というもので、ダーク・タワーシリーズの第7作「暗黒の塔」を参照にしている。
長年を通して、歌詞はより個人的になった。アルバム「ウィッシュマスター」の収録曲「デッド・ボーイズ・ポエム」は非常に感情的な作品であり、ホロパイネンは「世界全体の遺産や遺言。死ぬ前にこの曲をやりたかったのは、私が思って感じることを世界に伝えたいから。」と語る 。個人的なものは「ウィッシュマスター」の後の作品「センチュリー・チャイルド」でより明らかになった。トゥルネンは、歌詞はもはや「私たちが慣れていた夢の世界ではなく、人生の残酷な現実」を扱っていないと考えている
「ワンス」の収録曲「クオレマ・テキー・タイテイヤン」は、喪失の経験と芸術への影響を描写している。「ニモ」は喪失の気持ちを扱い、「デッド・ガーデンズ」はアーティストとしての障害に苦悩するホロパイネンの姿を描く。「クリーク・メリーズ・ブラッド」は、19世紀末にネイティブ・アメリカンの状況を示すディ・ブラウンの同名の物語に基づいている。2007年の「ダーク・パッション・プレイ」には、ホロパイネンの人生物語として描かれている「ザ・ポエット・アンド・ペンデュラム」など、珍しい量の個人的な曲が含まれている。もう一つの曲「メドウズ・オブ・ヘヴン」は、ホロパイネンの幼年時代の描写と、それが決して戻ってこないという気持ちが描かれている。「バイ・バイ・ビューティフル」と「マスター・パッション・グリード」の2曲は元メンバーのターヤ・トゥルネンとその夫マルセロ・カブリについてのものである。アルバムのもう1つの曲「ケイデンス・オブ・ハー・ラスト・ブレス」は、逃げることについての「非常に個人的な曲」である 。アルバムには、エドガー・アラン・ポーやウォルト・ホイットマンのような著者への多くの言及も含まれている。

### 言語
デビュー・アルバム「エンジェルズ・フォール・ファースト」では、フィンランド語の曲は1曲、それ以来バンドは英語で歌を書いているが、唯一の例外は「ワンス」（2004年）のシングル「クオレマ・テキー・タイテイヤン」、「イマジナリアム」（2011年）に収録されたインストルメンタル「ラスト・オブ・ザ・ワイルズ」に歌詞をつけたシングル「Erämaan Viimeinen」と「タイカタルヴィ」の3曲である。ホロパイネンは「Erämaan Viimeinen」の歌詞については非常に不確かであると考えている。なぜならフィンランド語での作詞はかなり難しく、「フィンランド語はすばやく本当に安っぽく聞こえる」という意見があったからである。

### 影響
バンドの主要な作詞・作曲者であるホロパイネンは、ナイトウィッシュの歌のほとんどは映画音楽から影響を受けていると語っている。「ビューティ・オブ・ザ・ビースト」（「センチュリー・チャイルド」収録）、「ゴースト・ラヴ・スコア」（「ワンス」収録）、「ザ・ポエット・アンド・ペンデュラム」（「ダーク・パッション・プレイ」収録）がその一例である。ホロパイネンは、映画音楽は余暇のために聴く音楽だとも語っている。彼は、例えば「ヴィレッジ」、「ヴァン・ヘルシング」、「ナルニア国物語/第1章: ライオンと魔女」、「クリムゾン・タイド」、そしてハンス・ジマーによって書かれた音楽の楽譜を好んでいる 。「Bye Bye Beautiful」（「ダーク・パッション・プレイ」収録）や「ウィッシュ・アイ・ハド・アン・エンジェル」（「ワンス」収録）などの曲は、インダストリアル・メタルインダストリアル・メタルの要素があり、また、「The Islander」、「ラスト・オブ・ザ・ワイルズ」（「ダーク・パッション・プレイ」収録）、「クリーク・メリーズ・ブラッド」（「ワンス」収録）、そしてアルバム「エンジェルズ・フォール・ファースト」にはフォークミュージックの要素が含まれている。ナイトウィッシュが影響を受けたバンドには、チルドレン・オブ・ボドム、マイ・ダイイング・ブライド、ティアマット、ザ・サード・アンド・ザ・モータルなど 。
ナイトウィッシュに影響を受けたことを公言する者も出てきている。オランダのシンフォニック/ゴシックメタルバンドエピカのリード歌手であるシモーネ・シモンズは、ナイトウィッシュの1998年のアルバム「オーシャンボーン」を聴いたことをきっかけに声楽を習い始めた。アフター・フォーエヴァーのサンダー・ホマンズは、ナイトウィッシュは「新しい曲を作る際に私たちに確実に影響を与えている」と語っている。パワーメタルバンドソナタ・アークティカのリード歌手トニー・カッコは、ナイトウィッシュが彼にどれほど大きな影響を与えているかを説明している 。

## メンバー
※2023年9月時点

### 現ラインナップ
- フロール・ヤンセン (Floor Jansen) - ボーカル (2013- )
- ツォーマス・ホロパイネン (Tuomas Holopainen) - キーボード (1996- )
- エンプ・ヴオリネン (Emppu Vuorinen) - ギター (1996- )
- トロイ・ドノクリー (Troy Donockley) - イリアン・パイプス/ティン・ホイッスル/ボーカル (2013- )
- カイ・ハフト (Kai Hahto) - ドラムス (2019- )
- ユッカ・コスキネン (Jukka Koskinen) - ベース（2022- , サポート参加：2021 - 2022）

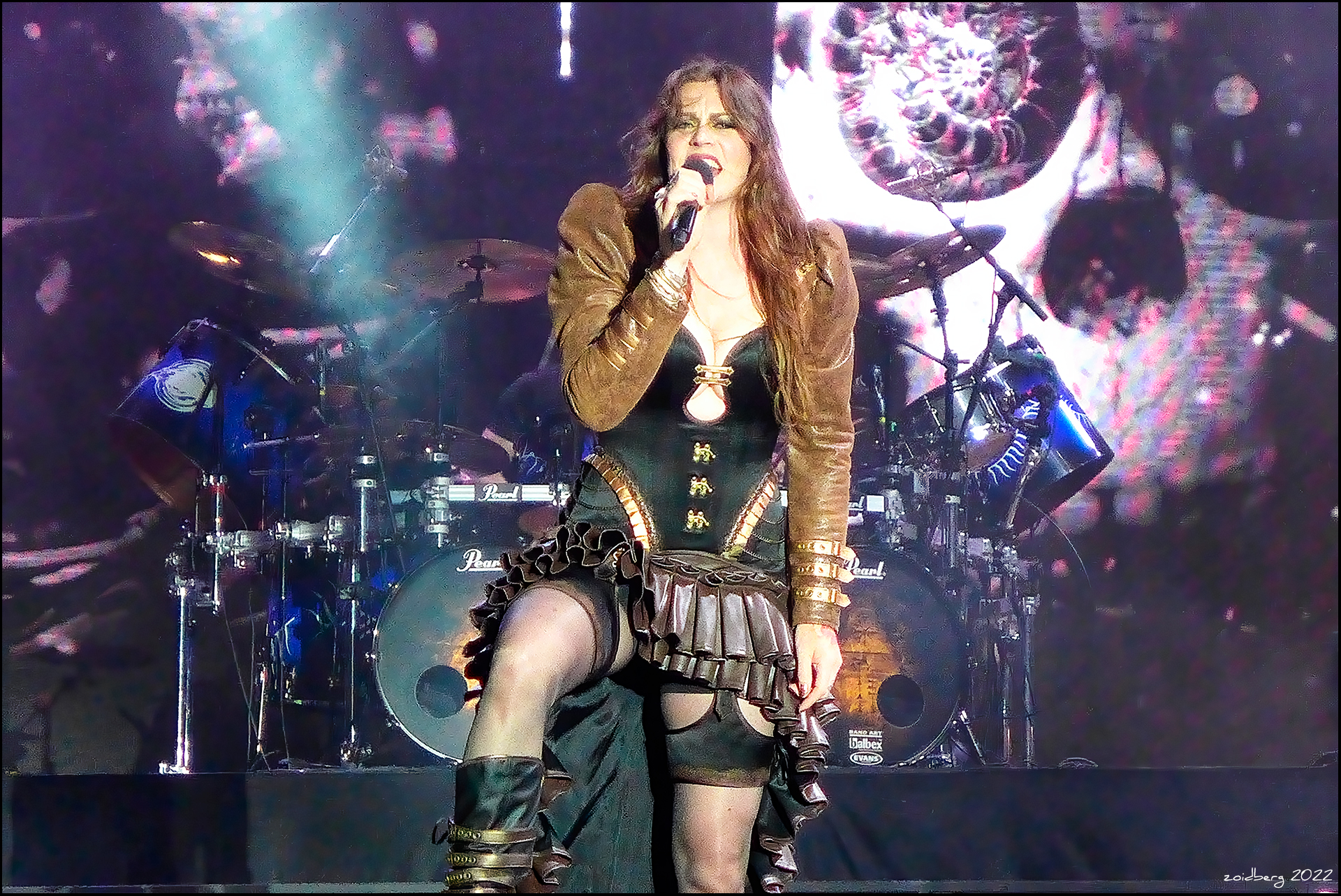
フロール・ヤンセン(Vo) 2022年
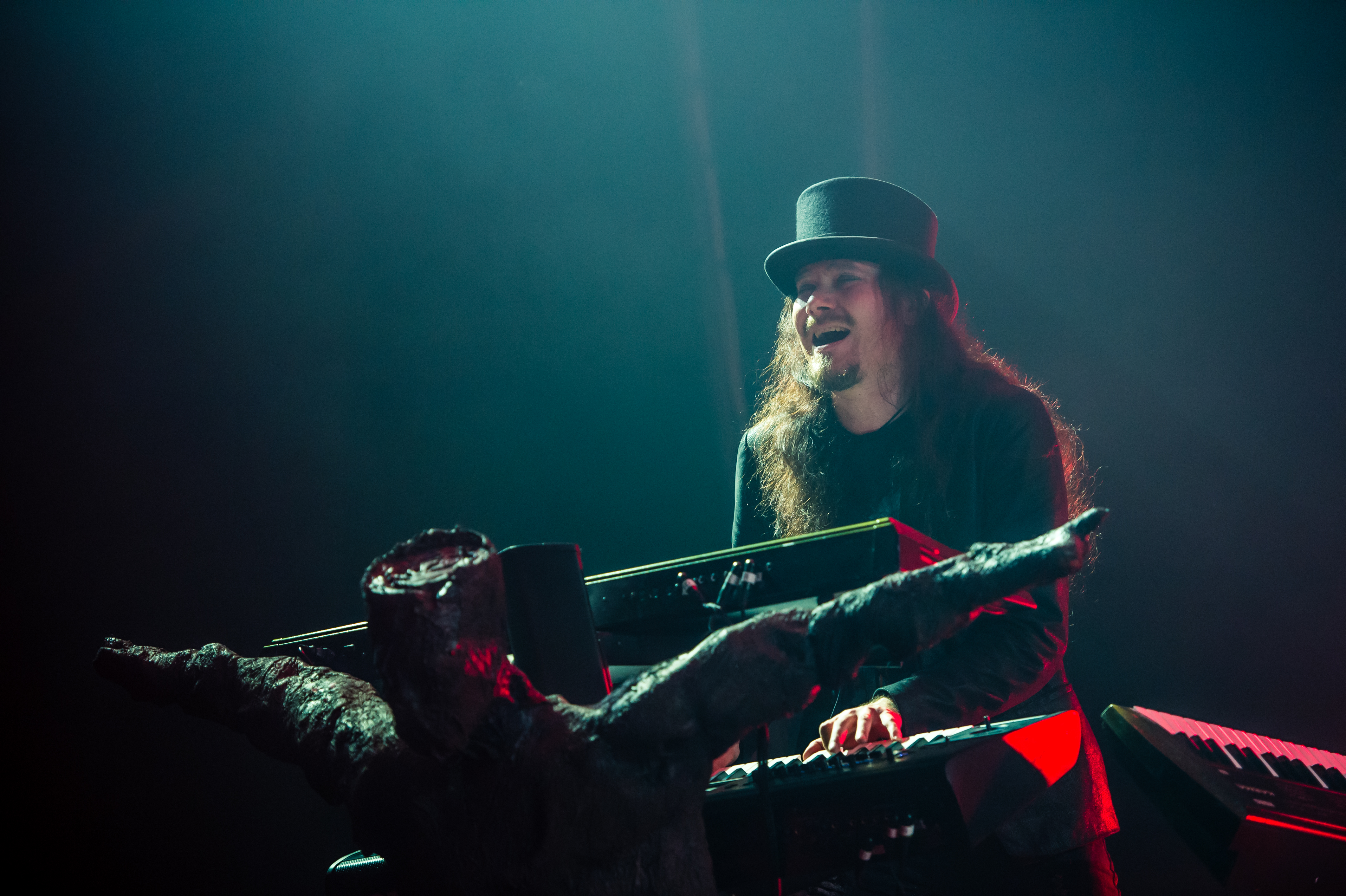
ツォーマス・ホロパイネン(Key) 2015年
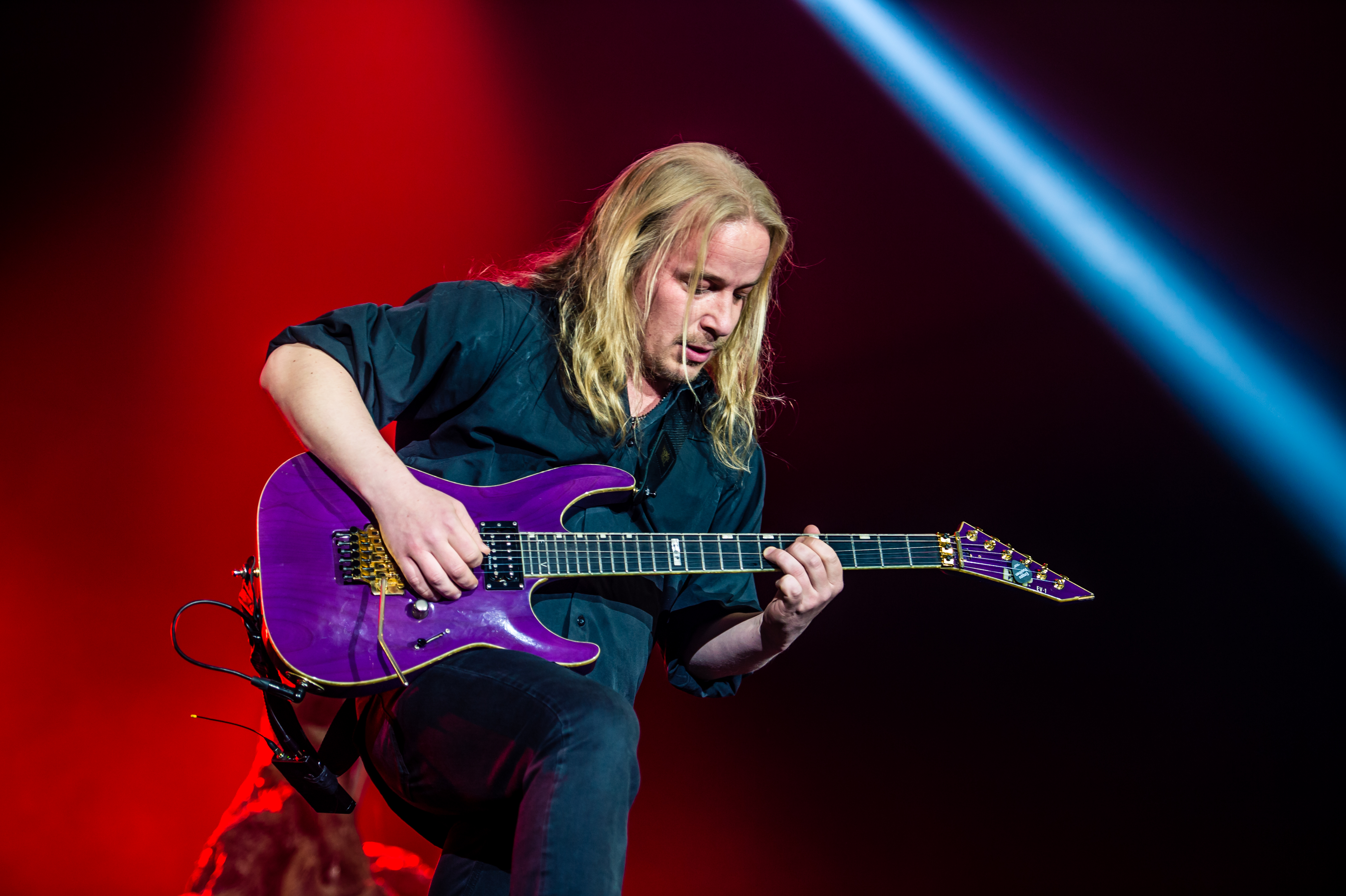
エンプ・ヴオリネン(G) 2015年
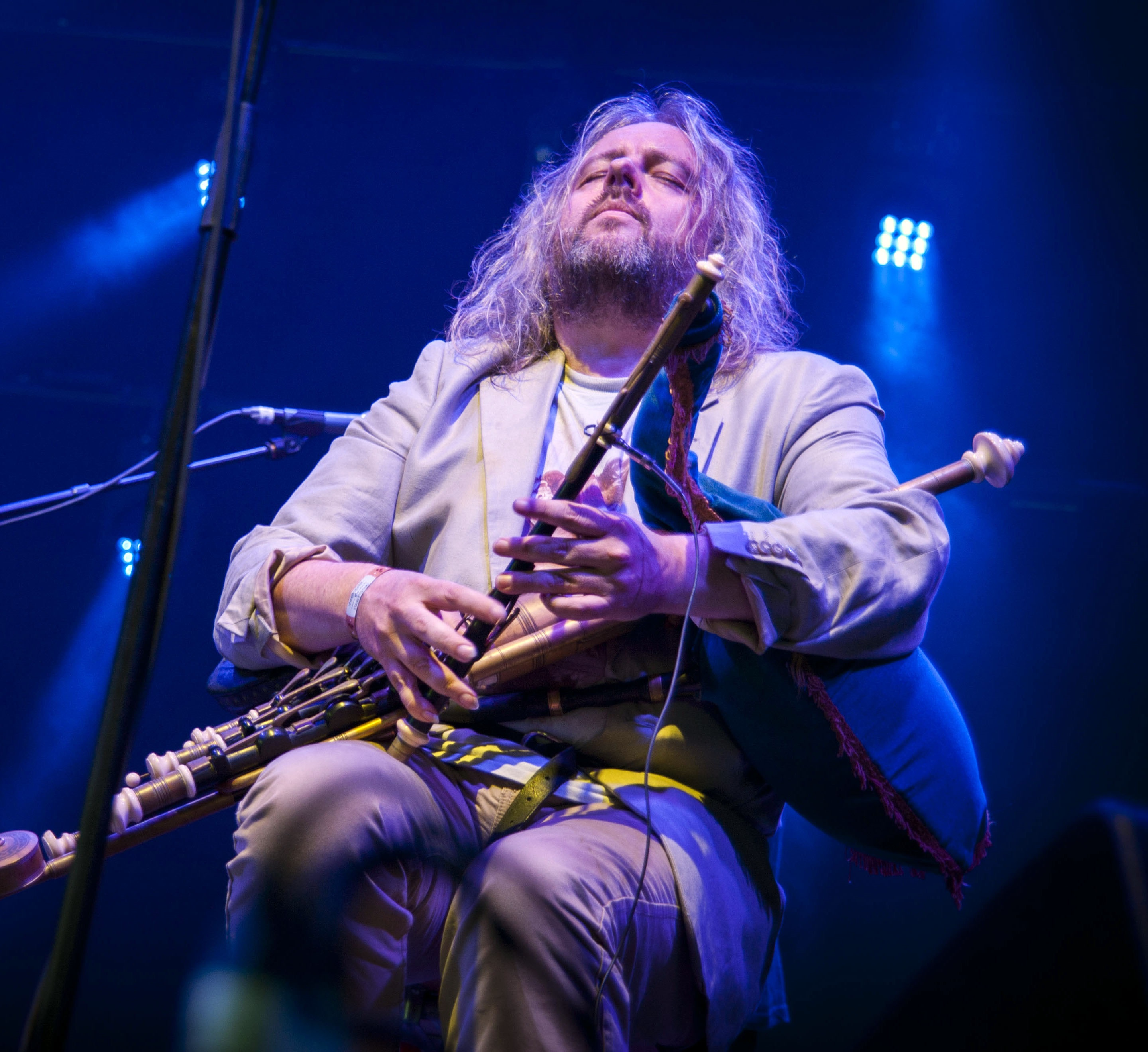
トロイ・ドノクリー(Pip) 2014年
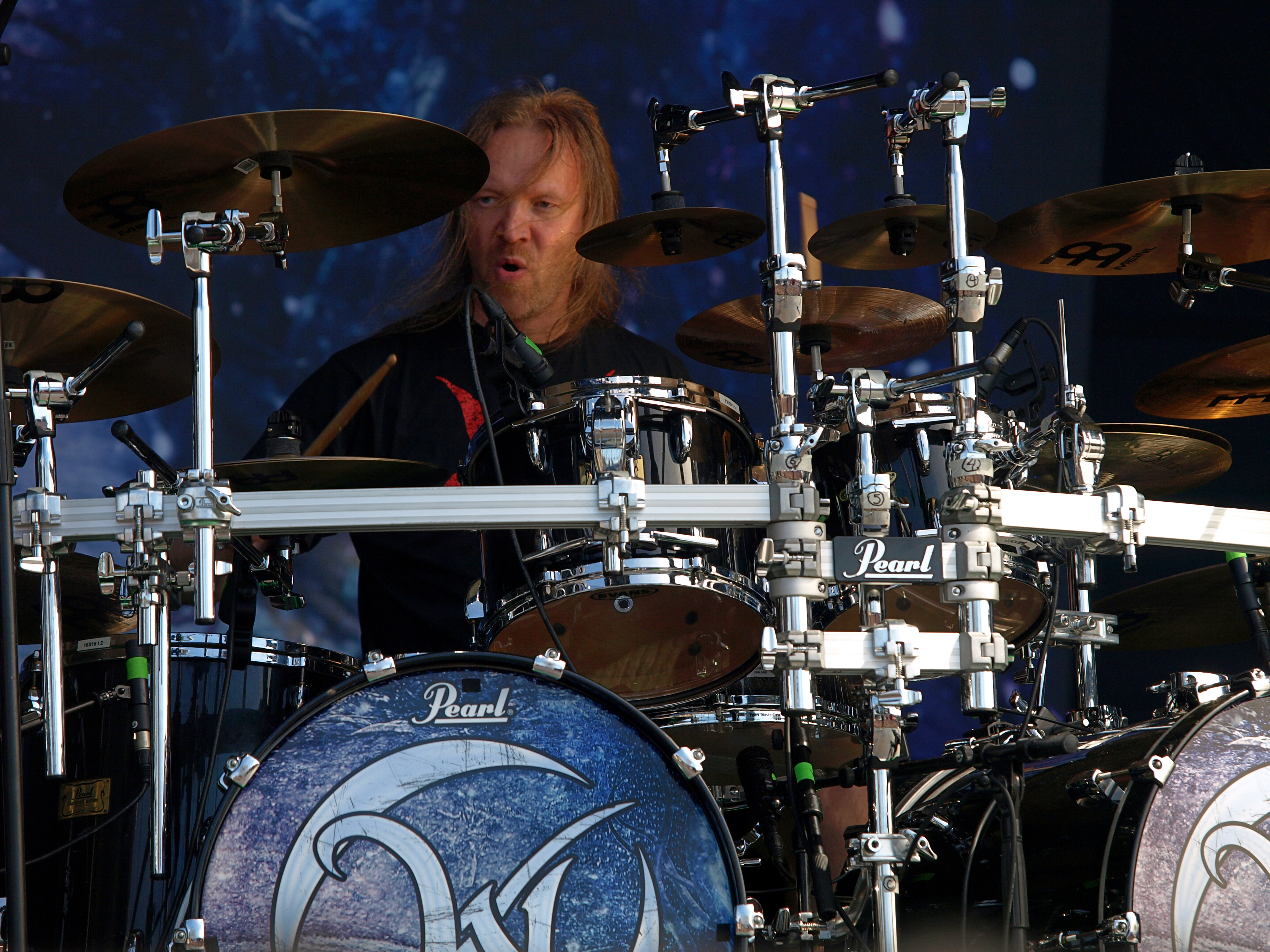
カイ・ハフト (Ds) 2013年
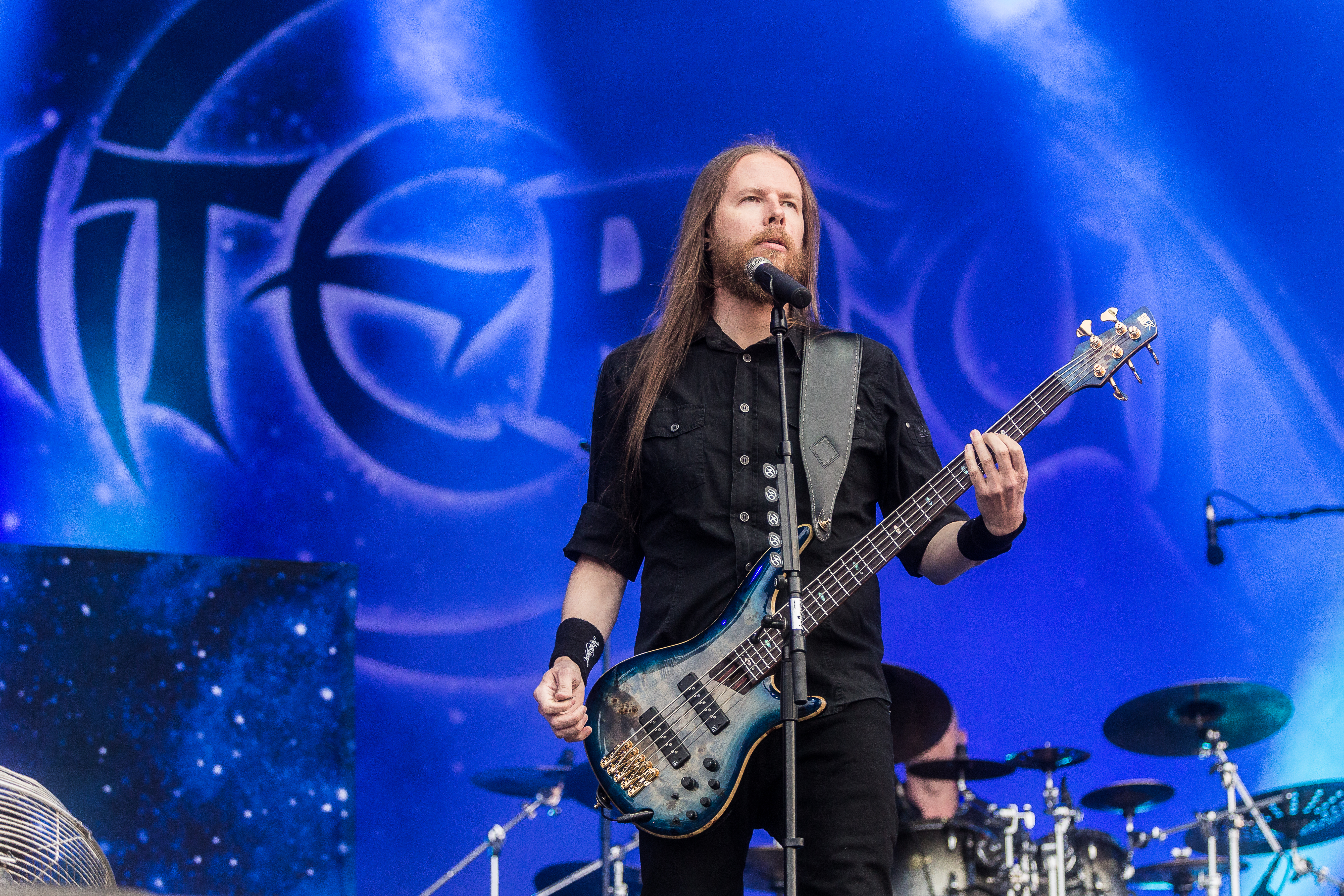
ユッカ・コスキネン (B) 2019年

### 旧メンバー
- ターヤ・トゥルネン (Tarja Turunen) - ボーカル (1996-2005)
- サミ・ヴェンスケ (Sami Vänskä) - ベース (1998-2001)
- マルコ・ヒエタラ (Marko "Marco" Hietala) - ベース、ボーカル (2001-2021)
- アネット・オルゾン (Anette Olzon) - ボーカル (2007-2012)
- ユッカ・ネヴァライネン (Jukka Nevalainen) - ドラムス (1997-2019)

2014年から2019年まで、深刻な不眠症が原因でバンド活動には参加していなかった。

## ディスコグラフィ

### スタジオアルバム
- エンジェルズ・フォール・ファースト Angels Fall First (1997年)
- オーシャンボーン Oceanborn (1998年)
- ウィッシュマスター Wishmaster (2000年)
- センチュリー・チャイルド Century Child (2002年)
- ワンス Once (2004年)
- ダーク・パッション・プレイ Dark Passion Play (2007年)
- イマジナエラム Imaginaerum (2011年)
- エンドレス・フォームズ・モスト・ビューティフル Endless Forms Most Beautiful (2015年)
- ヒューマン・ネイチャー - Human. :II: Nature.（2020年）
- イェスターウィンド - Yesterwynde（2024年）

### ミニアルバム/EP
- オーヴァー・ザ・ヒルズ・アンド・ファー・アウェイ Over the Hills and Far Away (2001年)
- クオレマ・テキー・タイテイヤン Kuolema Tekee Taiteilijan (2004年)

### コンピレーション
- Wishmastour 2000 (2000年)
- Tales from the Elvenpath (2004年)
- ベストウィッシーズ Bestwishes (2005年)
- ハイエスト・ホープス Highest Hopes (2005年)
- The Sound of Nightwish Reborn (2008年)
- Walking in the Air: The Greatest Ballads (2011年)
- Decades (2018年)

### ライブ作品
- フロム・ウィッシュ・トゥ・エタニティ From Wishes to Eternity (2001年)
- End of Innocence (2003年)
- エンド・オブ・アン・エラ End of an Era (2006年)
- メイド・イン・香港 Made in Hong Kong (2009年)
- ショータイム、ストーリータイム Showtime, Storytime (2013年)
- ヴィークル・オブ・スピリット Vehicle Of Spirit (2016年)

### シングル
- カーペンター (1997年)
- サクラメント・オブ・ウィルダーネス (1998年)
- Passion and the Opera (1998年)
- ウォーキング・イン・ジ・エアー (1999年)
- スリーピング・サン (Four Ballads of the Eclipse) (1999年)
- The Kinslayer (2000年)
- ディープ・サイレント・コンプリート (2000年)
- エヴァー・ドリーム (2002年)
- ブレス・ザ・チャイルド (2002年)
- ニモ (2004年)
- ウィッシュ・アイ・ハド・アン・エンジェル (2004年)
- Kuolema Tekee Taiteilijan (2004年)
- ザ・サイレン (2005年)
- スリーピング・サン (2005年)
- エヴァ (2007年)
- アマランス (2007年)
- Erämaan Viimeinen (2007年)
- バイ・バイ・ビューティフル (2008年)
- The Islander (2008年)
- Storytime (2011年)
- The Crow, The Owl And The Dove (2012年)
- Élan (2015年)
- Endless Forms Most Beautiful (2015年)
- My Walden (2016年)

## 公演

### 主なツアー
- ザ・ファースト・ツアー・オフ・ジ・エンジェルズ（英語版）（1997-1998）
- オーシャンボーン・ヨーロッパ・ツアー（英語版）（1999）
- ウィッシュマスター・ワールド・ツアー（英語版）（2000-2001）
- ワールド・ツアー・オブ・ザ・センチュリー（英語版）（2002-2003）
- ワンス・アポン・ア・ツアー（英語版）（2004-2005）
- ダーク・パッション・プレイ・ワールド・ツアー（英語版）（2007-2009）
- イマジナエラム・ワールド・ツアー（英語版）（2012-2013）
- エンドレス・フォームズ・モスト・ビューティフル・ワールド・ツアー（英語版）（2015-2016）
- ヒューマン・ネイチャー・ワールド・ツアー（英語版）（2021-2023）

### 日本公演
- 2005年
- 2008年
- 2013年
- 2016年4月、10月 LOUD PARK 16
- 2023年3月 LOUD PARK 23